# Руше
Руше (словен. Ruše) — поселення в общині Руше, Подравський регіон‎, Словенія.